# 松丸站
松丸站（日语：／ Matsumaru eki */?）是一位於日本愛媛縣北宇和郡松野町松丸、隸屬於四國旅客鐵道（JR四國）的鐵路車站。車站編號為G38。車站靠近松野町町役場，也是位處松野町的中心區域，乘客相對比町內其他車站為多。2022年度的數據顯示，本站是予土線所有車站中（不計算宇和島、北宇和島及窪川的重覆路段）排行第三，使用人數超過每日100人次。

## 車站結構
現時的站舍是第二代，是一座結合了旅遊中心，溫泉館和車站的綜合性建築物，稱為「松野町鄰里交流館」（日语：松野町ふれあい交流館）於2002年10月啟用。
地下為候車大堂及委託票務處，亦設有多個房間作社區用途。二樓為收費溫泉浴場，但沿月台旁的樓梯可以上至二樓享用免費的溫泉足浸。
第一代站房為木製簡易式單層建築，設有候車室及站務室，經過剪票口後，再沿平交道橫過路軌到達島式月台。
月台本為島式月台，提供1線2面的配置，這從月台上仍然保留下來，原為島式月台所設的有蓋候車亭可以看出。後來JR四國將靠近站舍一邊的路軌撤去，再加上站舍重建工程，把站舍移近月台邊，使島式月台變成為1個側式月台，列車不能在本站進行交換。在向出目站方向的月台盡頭，仍可見到島式月台的痕跡，從月台上亦可看到前方路軌段在修整前，似是分拆為兩邊的跡象。
當列車靠站，往宇和島站方向時，左邊車門將會打開；往江川崎站方向，則右邊車門將會打開。月台的有效長度為5卡。

### 月台配置
| 路線    | 方向     | 目的地           |
| ------- | -------- | ---------------- |
| ■予土線 | （上行） | 江川崎、窪川方向 |
| ■予土線 | （下行） | 近永、宇和島方向 |

## 歷史
- 1923年12月12日：隨宇和島鐵道伸延至吉野站（即現時「吉野生站」）而開業。
- 1933年8月1日：宇和島鐵道國有化[8]。
- 1987年4月1日: 日本國鐵分割民營化，車站的營運由JR四國繼承。

## 使用狀況
根據國土交通省「國土數值情報」，以下為1日平均上下車人次：
| 年度 | 1日平均 乘車人次 | 1日平均 乘車人次 |
| ---- | ---------------- | ---------------- |
| 2011 | 88               |                  |
| 2012 | 108              |                  |
| 2013 | 118              |                  |
| 2014 | 124              |                  |
| 2015 | 120              |                  |
| 2016 | 132              |                  |
| 2017 | 124              |                  |
| 2018 | 116              |                  |
| 2019 | 114              |                  |
| 2020 | 108              |                  |
| 2021 | 100              |                  |
| 2022 | 102              |                  |

## 相鄰車站
只限普通列車停靠。臨時觀光列車四萬小火車停靠站。
四國旅客鐵道（JR四國）
■予土線
吉野生（G37）－松丸（G38）－出目（G39）

## 外部連結
- JR四國松丸站 （页面存档备份，存于）
- 非官方車站圖片集